# Alberta Pfeiffer

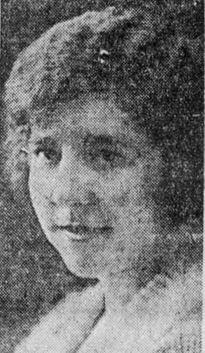
Alberta Pfeiffer (1924)

Alberta Raffl Pfeiffer (* 17. September 1899 in Red Bud, Illinois, USA; † 5. August 1994 in East Haddam, Connecticut, USA) war eine amerikanische Architektin. Sie war eine der ersten weiblichen Architekten im Bundesstaat Illinois und die erste Frau, die vom American Institute of Architects (AIA) die Schulmedaille für herausragende akademische Leistungen erhielt.

## Leben und Werk
Pfeiffer studierte als eine der ersten Frauen an der University of Illinois School of Architecture in Champaign-Urbana, wo sie 1923 einen Bachelor of Architecture erwarb. Von 1923 bis 1925 arbeitete sie bei Tallmadge und Watson in Chicago. Sie nahm sie an einem Designwettbewerb für Waisenhäuser teil, der vom Beaux Arts Institute of Design in New York ausgelobt wurde, und wurde ausgewählt, an der Architekturfakultät der University of Illinois zu unterrichten. Sie kehrte für eine Abschlussarbeit an die University of Illinois zurück und erhielt 1925 einen Master-Abschluss. Sie zog danach nach New York City und schloss sich von 1925 bis 1931 dem Wohndesigner Harrie T. Lindeberg an.
1930 heiratete sie in Rom den Architekten Homer Fay Pfeiffer und zog mit ihm nach Osten, wo er an der Yale School of Architecture unterrichtete. Sie gründeten 1933 ihr eigenes Architektenbüro in Hadlyme, für das sie ein Gehöft aus dem 18. Jahrhundert umbauten, und entwarfen hauptsächlich Wohndesign in der Gegend von Lyme (Connecticut) und Old Lyme. Zusammen mit ihrem Ehemann entwarf sie Häuser für mehr als zweihundertfünfzig Aufträge.
Nach dem Zweiten Weltkrieg gründete sie ihr eigenes Architekturbüro, wo sie bis zu ihrer Pensionierung 1977 arbeitete. Von 1950 bis 1977 fertigte Pfeiffer über hundert Wohndesigns und zahlreiche kommerzielle Designs an. Die meisten ihrer Arbeiten entwarf sie für Connecticut, aber sie entwarf auch Häuser in Arizona, Illinois und Wisconsin. 
Pfeiffer arbeitete neben ihrer architektonischen Tätigkeit mehr als 25 Jahre für die Connecticut Mental Health Association und als Freiwillige am Norwich State Hospital. Sie war Mitglied des Schulausschusses von Lyme und war von 1969 bis 1971 Friedensrichterin. 
Sie starb 1994 im Alter von 94 Jahren in Hadlyme.